# Oxythyrea abigail
Oxythyrea abigail är en skalbaggsart som beskrevs av Reiche och Félicien Henry Caignart de Saulcy 1856. Oxythyrea abigail ingår i släktet Oxythyrea och familjen Cetoniidae. Inga underarter finns listade i Catalogue of Life.